# Madagaskartaube
Die Madagaskartaube (Nesoenas picturatus, Syn.: Nesoenas picturata,Streptopelia picturatam früher auch Columba picturata) oder Madagaskar-Turteltaube ist eine auf Madagaskar, Mauritius, Réunion, den Komoren und den Seychellen heimische Taubenart. 

## Äußere Merkmale
Die Madagaskartaube wird bis zu 28 Zentimeter lang. Sie ist damit etwas größer als eine Lachtaube, hat aber im Vergleich mit dieser einen etwas plumperen Körperbau sowie längere Beine.  Verglichen zu anderen Turteltauben hat sie einen kurzen Schwanz. Es existiert kein Geschlechtsdimorphismus.
Die Schulter ist rotbraun, der Rücken ist dunkelbraun, der Bauch hellbraun und der Kopf blaugrau. Am Hals hat sie an beiden Seiten ein braungetupftes Feld. Die großen Flügeldecken sind dunkel-mattbraun und die Unterschwanzdecken sind weiß. Die Augenränder sind rot. Die Schnabelspitze ist blaugrau, die Schnabelbasis dagegen purpur. Die Iris ist rotbraun, der Augenring purpurrot.

## Lebensraum
Die Madagaskartaube bewohnt immergrüne Primär- und Sekundärwälder und nutzt auch andere Habitate, wenn diese mit Baum- und Buschgruppen bestanden sind. Sie kommt deshalb auch in der Nähe landwirtschaftlicher Flächen sowie in der Umgebung von Städten und Dörfern vor. Sie kommt vom Tiefland bis in Höhen von 2000 m vor. 

## Verhalten

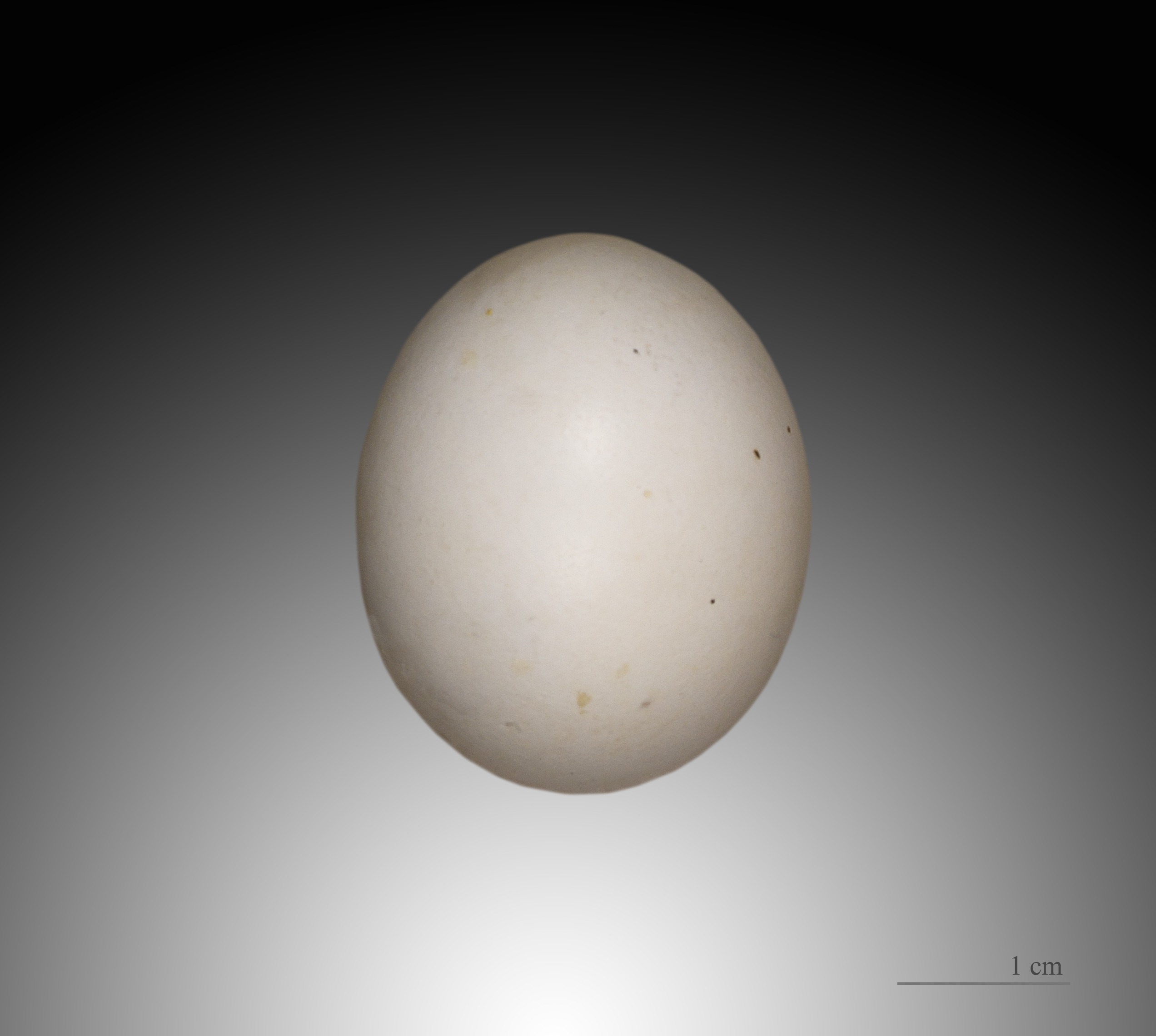
Nesoenas picturata

Die Madagaskartaube ernährt sich vor allem von Sämereien, jedoch auch von Früchten und Kleintieren, besonders Insekten. Madagaskartauben leben üblicherweise in Paaren. Zu größeren Schwarmbildungen kann es jedoch kommen, wenn ein überreiches Nahrungsangebot besteht. 
Das Gelege besteht aus zwei Eiern, die im Verhältnis zur Körpergröße der Taubenart groß sind.

## Taxonomie

### GattungNesoenas
Die Madagaskartaube gehört zusammen mit der in Mauritius vorkommenden Rosentaube (Nesoenas mayeri) zu Gattung Nesoenas. Diese nimmt phylogenetisch eine Zwischenstellung zu den Feldtauben (Gattung Columba) und den Turteltauben (Gattung Streptopelia) ein. Dementsprechend wurde die Madagaskartaube wechselnd in die Gattung Columba oder in die Gattung Streptopelia gestellt. T. Salvadori errichtete 1893 sogar eine eigene monotypische Gattung Homopelia für diese Taube. 2005 schlug Anthony S. Cheke vor, die Madagaskartaube in die ebenfalls von Salvadori 1893 für die nahe verwandte Rosentaube errichtete Gattung Nesoenas zu transferieren.
Die Rodrigues-Taube, die auf der zur Republik Mauritius gehörenden Insel Rodrigues heimisch war, dort jedoch ausgestorben ist, wurde einige Zeit für eine Unterart der Madagaskartaube gehalten, gilt aber heute unter dem Namen Nesoenas rodericana als eigene Art.

### Unterarten
Von der Madagaskartaube sind derzeit fünf Unterarten bekannt:
- Nesoenas picturatus aldabrana (Sclater, 1872)
- Nesoenas picturatus comorensis (Newton, 1877)
- Nesoenas picturatus coppingeri (Sharpe, 1884)
- Nesoenas picturatus picturatus (Temminck, 1813)
- Nesoenas picturatus rostrata (Bonaparte, 1855)

## Haltung in menschlicher Obhut
In der Ziervogelhaltung spielt die Madagaskartaube eine verhältnismäßig große Rolle. Sie wurde erstmals 1866 im Zoo von London gezeigt. Die Welterstzucht gelang 1907 ebenfalls in Großbritannien. Nach 1914 wurden Madagaskartauben aber über einen langen Zeitraum nicht mehr nach Europa importiert. 1989 gelangten 20 Individuen dieser Art in die Niederlande und nach Deutschland und wurde seitdem mehrfach gezüchtet. Die Madagaskartaube gilt als eine sehr unverträgliche Art, die sehr aggressiv auf Artgenossen und andere Taubenarten reagiert.